# Liste der Baudenkmäler in Engelsberg
Auf dieser Seite sind die Baudenkmäler in der oberbayerischen Gemeinde Engelsberg zusammengestellt. Diese Tabelle ist eine Teilliste der Liste der Baudenkmäler in Bayern. Grundlage ist die Bayerische Denkmalliste, die auf Basis des Bayerischen Denkmalschutzgesetzes vom 1. Oktober 1973 erstmals erstellt wurde und seither durch das Bayerische Landesamt für Denkmalpflege geführt wird. Die folgenden Angaben ersetzen nicht die rechtsverbindliche Auskunft der Denkmalschutzbehörde.
 Die Liste gibt den Fortschreibungsstand vom 28. Juni 2018 wieder und umfasst 38 Baudenkmäler.

## Baudenkmäler nach Ortsteilen

### Engelsberg
| Lage                                                                                     | Objekt                                         | Beschreibung | Akten-Nr.             | Bild           |
| ---------------------------------------------------------------------------------------- | ---------------------------------------------- | --- | --------------------- | -------------- |
| Andreasstraße 7 a (Standort)                                                             | Transferierter zweigeschossiger Getreidekasten | Wohl zweite Hälfte 16. Jahrhundert. | D-1-89-115-1 Wikidata | BW             |
| Raiffeisenplatz 1; Nähe Trostberger Straße; Pfarrweg 3; Trostberger Straße 10 (Standort) | Ehemaliger Bauernhof                           | Geschlossene Vierseitanlage, Fassaden mit Putzgliederung, bezeichnet mit dem Jahr 1886; zugehörig zweigeschossiger Getreidekasten mit reichen Zierdetails und Bemalung, bezeichnet mit dem Jahr 1556 (aus Reitmeister transferiert).                                                                              | D-1-89-115-6          | BW             |
| Raiffeisenplatz 1 (Standort)                                                             | Wohn- und Geschäftshaus                        | Dreigeschossig, reiche Putzgliederung, Ende 19. Jahrhundert. | D-1-89-115-2          | BW             |
| Raiffeisenplatz 2; Jägerweg 1; Jägerweg 3 (Standort)                                     | Katholische Pfarrkirche St. Andreas            | Dreischiffige spätgotische Hallenkirche, Mitte 15. Jahrhundert, Turm um 1506, Seitenkapellen und Altarraum um 1850, Regotisierung 1864/83; mit Ausstattung; Friedhofsmauer, an der Westseite Blendarkaden, an der Ost- und Südostseite offene Grufthalle auf gusseisernen Stützen, zweite Hälfte 19. Jahrhundert. | D-1-89-115-4 Wikidata | weitere Bilder |
| Bei Sonnenstraße 25 (Standort)                                                           | Sogenanntes Huber-Kreuz                        | Tuffsteinpfeiler, wohl 17. Jahrhundert, Kreuzaufsatz zweite Hälfte 19. Jahrhundert. | D-1-89-115-7 Wikidata | BW             |

### Aicher am Kaindl
| Lage                             | Objekt                                | Beschreibung                  | Akten-Nr.             | Bild |
| -------------------------------- | ------------------------------------- | ----------------------------- | --------------------- | ---- |
| Nähe Aicher am Kaindl (Standort) | Wegkapelle, sogenannte Straßerkapelle | Großer Nagelfluhbau, um 1869. | D-1-89-115-8 Wikidata | BW   |

### Bennoberg
| Lage                                                     | Objekt                                 | Beschreibung | Akten-Nr.              | Bild |
| -------------------------------------------------------- | -------------------------------------- | --- | ---------------------- | ---- |
| Bennoberg 24 (Standort)                                  | Katholische Filialkirche St. Magdalena | Spätgotischer Tuffquaderbau mit südlich angefügtem Turm, um 1480, im 17. und 18. Jahrhundert verändert; mit Ausstattung. | D-1-89-115-10 Wikidata | BW   |
| Nähe Bennoberg, ostwärts unterhalb der Kirche (Standort) | Mesnerkapelle                          | Gemauerter Bildstock, erstes Drittel 19. Jahrhundert.                                                                    | D-1-89-115-11 Wikidata | BW   |

### Dorf
| Lage                                | Objekt                                       | Beschreibung                   | Akten-Nr.              | Bild |
| ----------------------------------- | -------------------------------------------- | ------------------------------ | ---------------------- | ---- |
| Nähe Dorf, beim Hof Lenz (Standort) | Kleines Nebengebäude mit eingebauter Kapelle | Zweite Hälfte 19. Jahrhundert. | D-1-89-115-13 Wikidata | BW   |

### Ecking
| Lage                | Objekt                                                  | Beschreibung           | Akten-Nr.              | Bild |
| ------------------- | ------------------------------------------------------- | ---------------------- | ---------------------- | ---- |
| Ecking 1 (Standort) | Bundwerkstadel (Südflügel des ehemaligen Vierseithofes) | Mitte 19. Jahrhundert. | D-1-89-115-14 Wikidata | BW   |

### Eiting
| Lage                 | Objekt                                              | Beschreibung | Akten-Nr.              | Bild |
| -------------------- | --------------------------------------------------- | --- | ---------------------- | ---- |
| Eiting 18 (Standort) | Blockbau-Obergeschoss eines ehemaligen Bauernhauses | Wohl zweite Hälfte 18. Jahrhundert; aus Hainham, Gemeinde Obing, 1990 transferiert und über neu aufgemauertem Erdgeschoss mit integrierten historischen Ausbauelementen wieder errichtet. | D-1-89-115-44 Wikidata | BW   |

### Gloneck
| Lage                 | Objekt                                                                    | Beschreibung                                                                                          | Akten-Nr.              | Bild |
| -------------------- | ------------------------------------------------------------------------- | --- | ---------------------- | ---- |
| Gloneck 1 (Standort) | Ehemaliges Bauernhaus (Nordflügel des Vierseithofes) aus Nagelfluhquadern | Wohnteil ehemals bezeichnet mit dem Jahr 1844, am Wirtschaftsteil reiche Bundwerkzone und Bohlenwand. | D-1-89-115-16 Wikidata | BW   |

### Höbering
| Lage                                   | Objekt                                       | Beschreibung                                                                       | Akten-Nr.              | Bild |
| -------------------------------------- | -------------------------------------------- | ---------------------------------------------------------------------------------- | ---------------------- | ---- |
| Höbering 6 (Standort)                  | Bundwerkstadel (Südflügel des Vierseithofes) | Bezeichnet mit dem Jahr 1867.                                                      | D-1-89-115-17 Wikidata | BW   |
| Von Höbering nach Dobelwald (Standort) | Feldkreuz                                    | Mit Gusseisenkruzifix und Steintafel von 1855, neu errichtet in den 1960er Jahren. | D-1-89-115-45 Wikidata | BW   |

### Hungerhub
| Lage                   | Objekt                                               | Beschreibung | Akten-Nr.              | Bild |
| ---------------------- | ---------------------------------------------------- | --- | ---------------------- | ---- |
| Hungerhub 1 (Standort) | Stallstadel (Ostflügel des ehemaligen Dreiseithofes) | Massiv aus Nagelfluh, mit gewölbtem Stall und Halbwalmdach, Erdgeschoss mit hofseitigen Arkadenöffnungen, Mitte 19. Jahrhundert. | D-1-89-115-18 Wikidata | BW   |

### Lupperting
| Lage                     | Objekt                                       | Beschreibung                                                                                             | Akten-Nr.              | Bild |
| ------------------------ | -------------------------------------------- | --- | ---------------------- | ---- |
| Lupperting 3 (Standort)  | Martersäule aus Nagelfluh                    | 16./17. Jahrhundert.                                                                                     | D-1-89-115-21 Wikidata | BW   |
| Lupperting 4 (Standort)  | Bundwerkstadel (Ostflügel des Vierseithofes) | Mit Bemalung, bezeichnet mit dem Jahr 1848; neben dem Hof Backhäusl mit Halbwalm, Mitte 19. Jahrhundert. | D-1-89-115-19 Wikidata | BW   |
| Lupperting 31 (Standort) | Einfirsthof mit Blockbau-Obergeschoss        | Erneuert, im Kern Mitte 17. Jahrhundert.                                                                 | D-1-89-115-20 Wikidata | BW   |

### Maierhof
| Lage                  | Objekt         | Beschreibung                            | Akten-Nr.              | Bild |
| --------------------- | -------------- | --------------------------------------- | ---------------------- | ---- |
| Maierhof 1 (Standort) | Lazaruskapelle | Mitte 19. Jahrhundert; mit Ausstattung. | D-1-89-115-22 Wikidata | BW   |

### Maisenberg
| Lage                                                             | Objekt                                                                    | Beschreibung | Akten-Nr.              | Bild |
| ---------------------------------------------------------------- | ------------------------------------------------------------------------- | --- | ---------------------- | ---- |
| Holzner Feld, etwa 300 m südwestlich von Maisenberg 4 (Standort) | Martersäule                                                               | Bezeichnet mit dem Jahr 1527. | D-1-89-115-26 Wikidata | BW   |
| Maisenberg 4 (Standort)                                          | Wohnstallhaus (Nordflügel des Vierseithofes)                              | Zweigeschossig aus Tuffquadermauerwerk, erbaut ab 1855, über Nordeingang und am Glockenstuhl bezeichnet mit dem Jahr 1862; Bundwerkstadel (Südflügel) mit massiven Giebelseiten aus Tuffquadermauerwerk, bezeichnet mit dem Jahr 1862; Remise und Wagenhütte (Ostflügel), Tuffquadermauerwerk, gleichzeitig. | D-1-89-115-24 Wikidata | BW   |
| Maisenberg 5 (Standort)                                          | Katholische Filialkirche St. Johannes der Täufer                          | Nagelfluh-Quaderbau, zweite Hälfte 15. Jahrhundert, mit Ausstattung; Friedhof mit Ummauerung (ehemaliger Pestfriedhof), wohl 16./17. Jahrhundert. | D-1-89-115-23 Wikidata | BW   |
| Maisenberg 31; 23 (Standort)                                     | Geschlossener großer Vierseithof aus Nagelfluhmauerwerk mit Putzumrandung | Wohnstallhaus (Nordflügel) mit zwei gewölbten Ställen, an der Fletzdecke bezeichnet mit dem Jahr 1858; Westflügel mit Hofeinfahrt und gewölbtem Stall, um 1860/70; Ostflügel mit gewölbtem Stall und hofseitigem Bundwerk, um 1860/70; Stadel (Südflügel), über Toren bezeichnet mit dem Jahr 1868 und 1870; nördlich Nebengebäude, vermutlich der Althof, am Giebel bezeichnet mit dem Jahr 1738, darin östlich einbezogen zweigeschossiger Getreidekasten, wohl erste Hälfte 16. Jahrhundert. | D-1-89-115-25          | BW   |

### Offenham
| Lage                    | Objekt                         | Beschreibung                                                                                 | Akten-Nr.              | Bild             |
| ----------------------- | ------------------------------ | -------------------------------------------------------------------------------------------- | ---------------------- | ---------------- |
| Engelberg 11 (Standort) | Biedermeierliches Walmdachhaus | Mit Putzgliederung, Sommerkeller, um 1835;                                                   | D-1-89-115-39 Wikidata | BW               |
| Engelberg 11 (Standort) | Salettl mit Turm               | (zugehörig) Salettl mit Turm auf der Hochterrasse (sogenanntes Wieser Türmerl), erbaut 1836. | D-1-89-115-39 Wikidata | Salettl mit Turm |

### Ohni
| Lage              | Objekt                                       | Beschreibung | Akten-Nr.              | Bild |
| ----------------- | -------------------------------------------- | --- | ---------------------- | ---- |
| Ohni 1 (Standort) | Bundwerkstadel (Südflügel des Vierseithofes) | Mit hohen Strebenkreuzen, bezeichnet mit dem Jahr 1839; um 1870 aus der Mühldorfer Gegend hierher transferiert. | D-1-89-115-28 Wikidata | BW   |

### Pichler
| Lage                 | Objekt         | Beschreibung                                                          | Akten-Nr.              | Bild |
| -------------------- | -------------- | --------------------------------------------------------------------- | ---------------------- | ---- |
| Pichler 1 (Standort) | Bundwerkstadel | Südflügel des ehemaligen Vierseithofes, bezeichnet mit dem Jahr 1855. | D-1-89-115-29 Wikidata | BW   |

### Pürn
| Lage              | Objekt                                       | Beschreibung | Akten-Nr.              | Bild |
| ----------------- | -------------------------------------------- | --- | ---------------------- | ---- |
| Pürn 1 (Standort) | Wohnstallhaus (Nordflügel des Vierseithofes) | Zweigeschossig mit Kniestock und Putzgliederung, an der Firstglocke bezeichnet mit dem Jahr 1879, Rossstall gewölbt, Wohnteil 1914 nach Osten verlängert; Westflügel mit Bundwerk-Obergeschoss und Getreidekasten, Mitte 19. Jahrhundert; Südflügel zweitenniger Bundwerkstadel, mit ausgesägten ornamentalen Bügen und reichen, farbig gefassten Windbrettern, bezeichnet mit dem Jahr 1850. | D-1-89-115-30 Wikidata | BW   |

### Reit
| Lage                 | Objekt                                               | Beschreibung                                                                                            | Akten-Nr.              | Bild |
| -------------------- | ---------------------------------------------------- | --- | ---------------------- | ---- |
| Reit 1 (Standort)    | Bauernhaus (Nordflügel des ehemaligen Dreiseithofes) | Mit Blockbau-Obergeschoss und Giebellaube, bezeichnet mit dem Jahr 1789, um 1978 an Westseite verkürzt. | D-1-89-115-31 Wikidata | BW   |
| Nähe Reit (Standort) | Sogenannte Wagnerkapelle                             | Mit Zeltdach, Ende 19. Jahrhundert.                                                                     | D-1-89-115-32 Wikidata | BW   |

### Schabing
| Lage                                                                        | Objekt                                       | Beschreibung | Akten-Nr.              | Bild |
| --------------------------------------------------------------------------- | -------------------------------------------- | --- | ---------------------- | ---- |
| Kreisstraße 8, an der Verbindungsstraße von Engelsberg nach Pürn (Standort) | Wegkreuz                                     | Steinpfeiler mit Metallkreuz, 19. Jahrhundert. | D-1-89-115-46 Wikidata | BW   |
| Schabing 16 (Standort)                                                      | Wohnstallhaus (Nordflügel des Vierseithofes) | Verputzter Tuffquaderbau, auf Tafel an Nordseite bezeichnet mit dem Jahr 1848; Bundwerk über dem Stallteil, bezeichnet mit dem Jahr 184(?); Bundwerkstadel (Südflügel), mit Gitterbundwerk, Firstpfette bezeichnet mit dem Jahr 1862; Westflügel mit Hofeinfahrt, Schweinestall und Getreidekasten, außenseitig auf Tontafel bezeichnet mit dem Jahr 1838. | D-1-89-115-34 Wikidata | BW   |

### Schnitzer
| Lage                   | Objekt                                       | Beschreibung                                           | Akten-Nr.              | Bild |
| ---------------------- | -------------------------------------------- | ------------------------------------------------------ | ---------------------- | ---- |
| Schnitzer 1 (Standort) | Bundwerkstadel (Südflügel des Dreiseithofes) | Mit Viertelkreisbügen, erstes Drittel 19. Jahrhundert. | D-1-89-115-36 Wikidata | BW   |

### Vogleck
| Lage                         | Objekt    | Beschreibung                                    | Akten-Nr.              | Bild |
| ---------------------------- | --------- | ----------------------------------------------- | ---------------------- | ---- |
| Engelsberger Feld (Standort) | Bildstock | Steinpfeiler mit Laterne, wohl 18. Jahrhundert. | D-1-89-115-47 Wikidata | BW   |

### Wiesmühl an der Alz
| Lage                              | Objekt                        | Beschreibung | Akten-Nr.              | Bild |
| --------------------------------- | ----------------------------- | --- | ---------------------- | ---- |
| Wiesmühl an der Alz 7 (Standort)  | Villa                         | In barockisierendem Jugendstil, mit Schopfwalmdach und Dachreiter, 1907 (bezeichnet mit dem Jahr) nach Plänen von Franz Xaver Steegmüller. | D-1-89-115-38 Wikidata | BW   |
| In Wiesmühl an der Alz (Standort) | Ehemaliges Wirtschaftsgebäude | Ein- bis zweistöckiger Schopfwalmdachhaus in Hanglage, Tür bezeichnet mit 1854, angeschlossenes Eishaus, turmartiger Walmdachbau, Untergeschoss Stampfbeton, Obergeschoss in Holzständerbauweise, nach Plänen von Franz Xaver Steegmüller, 1907. | D-1-89-115-48          | BW   |

### Wölkham
| Lage                                 | Objekt              | Beschreibung                                                       | Akten-Nr.              | Bild |
| ------------------------------------ | ------------------- | ------------------------------------------------------------------ | ---------------------- | ---- |
| Lindenstraße 15 (Standort)           | Zugehörige Schmiede | Nagelfluhbau mit Krüppelwalm, erste Hälfte 19. Jahrhundert.        | D-1-89-115-41 Wikidata | BW   |
| Bei Mühldorfer Straße 120 (Standort) | Bildstock           | Rest eines Rotmarmorbildstocks, mit Laterne, wohl 17. Jahrhundert. | D-1-89-115-42 Wikidata | BW   |

### Wollmannstetten
| Lage                         | Objekt                                       | Beschreibung                                     | Akten-Nr.              | Bild |
| ---------------------------- | -------------------------------------------- | ------------------------------------------------ | ---------------------- | ---- |
| Wollmannstetten 1 (Standort) | Bundwerkstadel (Südflügel des Vierseithofes) | An der Firstpfette bezeichnet mit dem Jahr 1864. | D-1-89-115-43 Wikidata | BW   |